# Kaitlyn Farringtonová
Kaitlyn Farringtonová, rodným jménem Kaitlyn Brooke Farrington, (* 18. prosince 1989, Hailey) je bývalá americká snowboardistka.
Na olympijských hrách v Soči roku 2014 vyhrála závod na U-rampě. Z rampy má též stříbro a bronz z X Games. Stala se první ženskou jezdkyní, která předvedla backside 1080. Během své kariéry absolvovala pět operací zápěstí. Roku 2015, v pouhých 25 letech, ukončila závodní kariéru. Stalo se tak poté, co ji po jednom z pádů lékaři diagnostikovali vrozenou cervikální stenózu, tedy onemocnění páteře. Lékaři jí řekli, že jízda na snowboardu ji kvůli tomu pro ni příliš riziková. Vyrostla na dobytčím ranči poblíž Bellevue v Idahu a nyní žije v Salt Lake City v Utahu.